# Tribroomnitromethaan
Tribroomnitromethaan, ook bekend als broompicrine, is een met broom volledig verzadigd nitromethaan. Het is een kleurloze, olieachtige vloeistof met een geur die op die van trichloornitromethaan (chloorpicrine) gelijkt. De dampen zijn sterk irriterend voor de ogen. Bij snelle verhitting ontleedt het explosief.

## Synthese
De Schotse chemicus John Stenhouse, die eerder al chloorpicrine had ontdekt, publiceerde in 1854 de eerste synthese van broompicrine, door de destillatie van een waterig mengsel van picrinezuur en broomkalk (calciumhydroxide en broom). Een andere synthese bestaat uit de reactie van picrinezuur met natrium- of kaliumhypobromiet. Picrinezuur is evenwel een explosieve stof zodat deze procedures niet geschikt zijn voor commerciële productie van de stof.
De gebruikelijke bereiding, zonder picrinezuur, is door de reactie van broom en nitromethaan in aanwezigheid van een waterige oplossing van natriumhydroxide of kaliumhydroxide. De algemene reactievergelijking, met natriumhydroxide, is:
{\displaystyle {\ce {CH3NO2 + 3 Br2 + 3 NaOH -> CBr3NO2 + 3 H2O + 3 NaBr}}}
Door eerst een mengsel van nitromethaan en broom te vormen en daar de waterige oplossing van NaOH aan toe te voegen vormen zich twee vloeistoffasen; de organische fase bevat tribroomnitromethaan en kan van de waterige fase met natriumbromide gescheiden worden.

## Toepassing
Tribroomnitromethaan is een intermediaire stof in de synthese van andere verbindingen, in het bijzonder van broomhoudende biologisch actieve stoffen: biociden, pesticiden, desinfecterende middelen en dergelijke. Een voorbeeld hiervan is bronopol.